# Cúc ngũ sắc
Cúc ngũ sắc, duyên cúc, hoa cánh giấy, cúc zinnia, di nha, bạch nhật, đôi khi còn được gọi là cúc ta (danh pháp hai phần: Zinnia elegans) là một loài thực vật có hoa đơn niên thuộc họ Cúc (Asteraceae).

## Mô tả

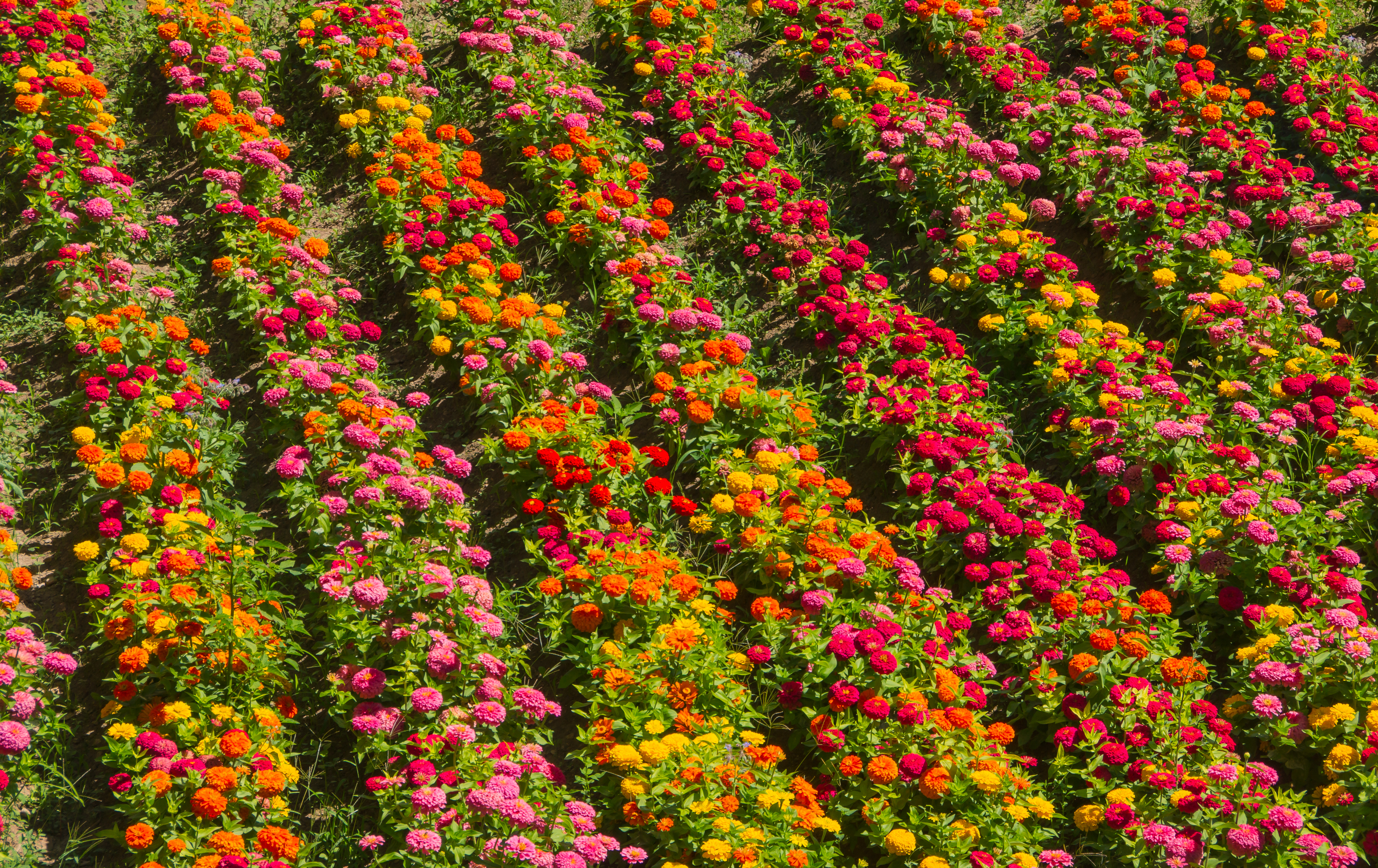
Cúc ngũ sắc trồng ở Tây Ban Nha

Cây cúc ngũ sắc trong tự nhiên có thể cao đến 1 m. Các lá không có cuống, mọc đối nhau; phiến lá xoan bầu dục, có lông. Các hoa đơn có đường kính 5–10 cm, nhiều màu. Hoa bìa có vành hình môi to, lâu tàn.

## Lịch sử
Loài này được Sessé và Mociño phát hiện lần đầu tiên năm 1789 tại Tixtla, Guerrero. Nó được Cavanilles mô tả khoa học lần đầu tiên như là Zinnia violacea năm 1791. Năm 1792, Jacquin mô tả lại loài này với tên Zinnia elegans, cũng là tên mà Martin de Sessé y Lacasta và José Mariano Mociño đã dùng trong bản thảo sách Plantae Novae Hispaniae — đã không được phát hành cho đến năm 1887-1893. Năm 2007, Kirkbride J. H. & J. H. Wiersma đề xuất việc sử dụng danh pháp Zinnia elegans thay vì dùng Z. violacea.
Tên chi Zinnia đã được Carl von Linné đặt theo tên nhà thực vật học Đức Johann Gottfried Zinn, người đã mô tả loài Zinnia peruviana vào năm 1757 như là Rudbeckia foliis oppositis hirsutis ovato-acutis, calyce imbricatus, radii petalis pistillatis. Linné sau đó nhận ra rằng loài này không thuộc về chi Rudbeckia.